# شابل
الشَّابِلُ أو الشَّابَلُ(الاسم العلمي alosa)، جنس أسماك كبيرة القد من فصيلة الرنكات. أنواعها قليلة العدد منوطنها بحار البلاد المعتدلة الحرارة. أجسامها مفلطحة مستطيلة، حتار بطنها شائك الحراشف.